# Tilman Hornig
Tilman Hornig (* 1979 in Zittau) ist ein zeitgenössischer deutscher Künstler.

## Leben
Tilman Hornig studierte von 2000 bis 2006 an der Hochschule für Bildende Künste in Dresden und war von 2006 bis 2008 Meisterschüler bei Professor Martin Honert. Seit 2015 ist Hornig Mitbegründer von New Scenario. Hornig lebt und arbeitet in Dresden und Berlin.

## Werk
Tilman Hornigs Werke entstehen aus einer Reaktion auf das aktuelle Zeitgeschehen. Seine Arbeitsweise ist sowohl intuitiv als auch konzeptionell medienübergreifend. Er setzt sich bewusst vom abstrakt-zeitlosen Ansatz anderer Kommilitonen seiner Studienzeit ab.

## Preise und Stipendien
- 2009: ISCP New York – Kulturstiftung des Freistaates Sachsen
- 2010: Crossing Signs, Studio Scholarship – Yakarta, Indonesia
- 2017: Förderpreis – Alfried Krupp von Bohlen und Halbach-Stiftung
- 2018: ISCP New York – Kulturstiftung des Freistaates Sachsen (mit New Scenario)

## Einzelausstellungen (Auswahl)
- 2018: Flipmode, Galerie Gebr. Lehmann, Dresden
- 2017: Hand und Fuß, fiebach, minninger, Köln
- 2016: back to painting, Galerie Gebr. Lehmann, Dresden
- 2015: Episode 4 Bathroom (mit Paul Barsch), Oslo 10, Münchenstein
- 2015: Nevermind, art berlin contemporary, Berlin
- 2013: Content is King!, Galerie Gebr. Lehmann, Dresden
- 2012: Elastobabe, Galerie Gebr. Lehmann, Berlin
- 2012: Grüne Rüstung, Rüstkammer der Staatlichen Kunstsammlungen, Dresden
- 2011: 2010, Galerie Gebr. Lehmann, Dresden
- 2011: Infected Zone, corsoveneziaotto, Mailand
- 2010: Tilman Hornig (mit Stephan Ruderisch), M.B.C. at Store, Dresden
- 2010: Tilman Hornig Red Bull, Art Cologne, Open Space, Köln
- 2008: The Newromanzer, Galerie Gebr. Lehmann, Dresden

## Gruppenausstellungen (Auswahl)
- 2019: If you like that, You will love that. Festival Chromatic, Art Contemporary Club, Montreal
- 2019: Fotografie, Galerie Gebr. Lehmann, Dresden
- 2019: Homo Sapiens, DAS. Dispositivo Arti Sperimentali, Bologna
- 2018: Horizontal Vertical. 2. Art Safiental, Art Safiental, Safiental, Schweiz
- 2018: Mindfuck, Gluben Mench, Dresden
- 2018: last dance. Autocenter zu Gast im KINDL, KINDL–Zentrum für zeitgenössische Kunst, Berlin
- 2018: How to Start an Apartment in your Gallery, Les Gens Heureux, Kopenhagen
- 2017: Freimütig, Dramaturgie: Tulga Beyerle, Galerie Gebr. Lehmann, Dresden
- 2017: Monitoring, 34. Dokfest, KasselerKunstVerein, Kassel
- 2017: Schlaf. Eine produktive Zeitverschwendung, Museen Böttcherstraße, Bremen
- 2017: Langages Machines, Fondation Vasarely - Seconde Nature, Aix-en-Provence
- 2017: Remember Early Humans, Karlin Studios / Futura Project, Prag
- 2017: Searching for magic and the distorted image falling from your i-cloud, The Dot Project, London
- 2017: L.A. should die vor Glück, 5526 Alhambra Ave, Los Angeles
- 2016: MAG Home, Red Base Foundation, Yogyakarta, Indonesien
- 2016: CORAZÓN, BB5000 Studio, Mailand
- 2016: Memory, LOYAL Gallery, Stockholm
- 2016: New Scenario´s Body Holes, 9. Berlin Biennale, Berlin

## Projekte (Auswahl)
- 2017: HOPE, New Scenario, in Kooperation mit Kustodie of Technical University, Dresden
- 2016: L´ Exposition Imaginaire, New Scenario, artist talk, Kunsthalle Wien
- 2015: Swimminal Poolitics, Online Feature, swimminalpoolitics.eu
- 2015: CYNETART – Festival 2015, Installation (mit Ulrich Klose), Festspielhaus Hellerau, Dresden
- 2015: My Late Summer, Online Feature, ofluxo
- 2015: Jurassic Paint, New Scenario[2]
- 2015: the ever missing Pizza Pavilion, Performance, Pizza Al Volo, Campo Santa Margherita, Venice
- 2015: Free Things, Gallery one at STCFTHOTS, Leeds
- 2015: Crash, New Scenario[3]

## Sammlungen (Auswahl)
- Drammen: Museum Drammens, Norway
- Dresden: Staatliche Kunstsammlungen Dresden, Galerie Neue Meister
- Dresden: Sammlung des Kunstfonds Sachsen[4]
- Oslo: Collection of the Nordea Bank
- Zittau: Städtische Museen Zittau

## Publikationen
- The Newromanzer / New York, Galerie Gebr. Lehmann, Wald-&-Wiese-Verlag, Dresden 2009, ISBN 978-3-00-028001-6.
- Marion Ermer Preis 2007, Jena 2007, ISBN 978-3-910109-63-6.